# Gymnocalycium catamarcense
Gymnocalycium catamarcense ist eine Pflanzenart in der Gattung Gymnocalycium aus der Familie der Kakteengewächse (Cactaceae). Das Artepitheton catamarcense verweist auf das Vorkommen der Art in der argentinischen Provinz Catamarca.

## Beschreibung
Gymnocalycium catamarcense wächst meist einzeln oder bildet manchmal große Gruppen mit graugrünen, abgeflacht kugelförmigen bis kugelförmigen Trieben mit eingesenktem Scheitel, die bei Durchmessern von 7,5 Zentimetern Wuchshöhen von 3,5 bis 6 Zentimeter erreichen. Selten sind sie säulenförmig verlängert und erreichen dann Wuchshöhen von fast 50 Zentimeter. Die 13 bis 26 (selten ab neun) breiten Rippen sind gerundet. Die darauf befindlichen eiförmigen bis verlängerten Areolen sind mit leuchtend gelber bis gelblich brauner Wolle besetzt. Die meist sieben (selten fünf bis neun) abgeflachten, gelblichen bis hellbraunen Dornen sind oft in zwei Farben vorhanden und vergrauen später. Es sind bis zu drei stark gebogene Mitteldornen vorhanden, die auch fehlen können. Die etwa neun Randdornen sind 3 bis 4 Zentimeter lang. Einer von ihnen ist abwärts gebogen, die übrigen sind seitlich einwärts gebogen und greifen häufig ineinander.
Die weißen bis grünlich weißen Blüten sind 5 bis 5,5 Zentimeter lang und weisen einen Durchmesser von 4 bis 4,3 Zentimeter auf. Die grünen Früchte sind kugel- bis birnenförmig. Sie sind bis zu 1,8 Zentimeter lang und erreichen einen Durchmesser von 1,2 Zentimeter.

## Verbreitung und Systematik
Gymnocalycium catamarcense ist in der argentinischen Provinz Catamarca weit verbreitet.
Die Erstbeschreibung erfolgte 1995 durch Hans und Walter Till.

## Nachweise